# Roy Jones Jr.
Roy Levesta Jones (született: 1969. január 16.) amerikai volt profi ökölvívó, ökölvívó kommentátor, ökölvívó edző, rapper és színész, aki kettős amerikai és orosz állampolgársággal rendelkezik. 1989 és 2018 között bokszban versenyzett, és négy súlycsoportban több világbajnokságot tartott, köztük középsúlyú, szuper középsúlyú, könnyű és nehézsúlyú bajnokságokat, és a történelemben az egyetlen bokszoló, aki profi karrierjét könnyű középsúlyban kezdte és folytatta. hogy nehézsúlyú címet nyerjen. Mint amatőr az 1988-as nyári olimpián képviselte az Egyesült Államokat, a boksztörténelem egyik legvitatottabb döntése után ezüstérmet nyert a könnyű középsúlyban.
Jones sokak szerint minden idők legjobb ökölvívója, font fontért, és rányomta bélyegét a sport történelmébe, amikor 2003-ban elnyerte a WBA nehézsúlyú címét, és ezzel az első volt középsúlyú bajnok lett, aki nehézsúlyú bajnokságot nyert 106 év. 1999-ben a WBA, WBC és IBF címek egyesítésével vitathatatlan nehézsúlyú bajnok lett. Legjobb idejében Jones arról volt ismert, hogy kivételes kézi sebességgel, atlétikával, mozgással és reflexekkel rendelkezik.
2018 februárjától Jones az ökölvívás történetében az egységes könnyűsúlyú bajnokságban elért legtöbb győzelem rekordját, tizenkettőt érte el. A Ring magazin 1994-ben Jonest az Év Harcosának, a Boksz Világcsarnoka pedig az Év Harcosának nevezte 2003-ban. A Legjobb Boxer ESPY-díj (1996, 2000 és 2003) háromszoros nyertese. Az Amerikai Bokszírók Szövetsége az 1990-es évek évtized harcosának nevezte.

## Korai évek
Roy Jones Jr. egy boksz hagyományokkal rendelkező családban született. Apja, idősebb Roy Jones, vietnami háborús veterán, akit vitézségért bronzcsillaggal tüntettek ki, miután megmentett egy másik katonát, szintén középsúlyú ökölvívó volt. Idősebb Roy Jones 1977. június 10-én  (ami történetesen Hagler 36. profi küzdelme volt) harcolt Marvin Haglerrel a Sugar Ray Leonard vs. Vinnie DeBarros harcol. Hagler a harmadik körben kiütötte Jones Sr.-t, és 1500 dollárt kapott Leonard 50 000 dollárjához.

## Amatőr karrier
Jones megnyerte az Egyesült Államok 1984-es nemzeti junior olimpiáját a 119 font (54 kg) súlyfelosztás, az Egyesült Államok 1986-os nemzeti arany kesztyűje a 139 font (63 kg) osztály, és az Egyesült Államok 1987-es nemzeti arany kesztyűje a 156 font (71 kg) osztás. Amatőrként karrierjét 121–13-as rekorddal zárta.

## Olimpiai eredmények
Jones az 1988-as szöuli olimpiai játékokon a 156 kilós súlycsoportban képviselte az Egyesült Államokat, ő volt az amerikai ökölvívó-csapat legfiatalabb tagja, ahol ezüstérmet nyert.
- 1/16: Megvert M'tendere Makalamba (Malawi) KO 1 (1:44)
- 1/8: Michal Franeket (Csehszlovákia) egyhangú döntéssel, 5–0-ra legyőzte
- 1/4: Jevgeni Zajcevet (Szovjetunió) egyhangú döntéssel, 5–0-ra legyőzte
- 1/2: Richie Woodhall (Egyesült Királyság) egyhangú döntésével 5–0-ra legyőzte
- Döntők: A Si Si-Hun (dél-koreai) megosztott döntéssel elvesztve, 2–3

Uralta ellenfeleit, soha nem vesztett egyetlen fordulót sem a döntőbe vezető úton. Jevgeni Zajcev szovjet ökölvívóval folytatott negyeddöntős mérkőzése volt az első amerikai – szovjet olimpiai viadal 12 év alatt (mert ebben az időszakban minden ország bojkottált egy nyári olimpiát). A döntő ellentmondásos volt, amikor Jones 2–3-as döntést szenvedett el Park-Si-Hun dél-koreai vadászgép ellen, annak ellenére, hogy a Park három menetet dobált, 86 ütést a Park 32-esével. Állítólag maga Park utána kért bocsánatot Jones alól, és Aldo Leoni olasz játékvezető, miközben felemelte a Park kezét, elmondta Jonesnak, hogy a bírák döntése elkeserítette, mormogva: "Nem hiszem el, hogy veled csinálják ezt."  Az egyik bíró röviddel azután elismerte, hogy a döntés tévedés volt, és mindhárom Jones ellen szavazó bírót végül felfüggesztették. Marv Albert, az NBC amerikai televíziós viadalát felhívva arról számolt be, hogy a kommunista országok két bírója, Magyarország és a Szovjetunió Jones Jones, míg a marokkói és az uruguayi Park javát szerezte meg. Az ötödik ugandai bíró döntetlent ért el a viadalon, így az eredmény más kritériumok alapján dől el.
A NOB 1997-ben lezárult hivatalos vizsgálata megállapította, hogy bár a jogsértő bírákat dél-koreai szervezők itatták és vacsoráztatták, a szöuli bokszeseményeken nem volt bizonyíték a korrupcióra. Jones a Val Barker-trófeát, az 1988-as játékok legjobb stilisztikai ökölvívójának ítélte oda, amely csak a harmadik és a mai napig volt utoljára a verseny történetében, amikor a díjat nem az aranyérmesek egyike kapta. Ennek az az oka, hogy a trófeát az AIBA nevű szervezet osztja ki, amely nem áll közvetlen kapcsolatban az olimpiai hatóságokkal. Az eset arra késztette az olimpiai szervezőket, hogy új pontozási rendszert hozzanak létre az olimpiai boksz számára.